# سپیدمو
سپیدمو (یا سپیدپوش) رنگی است که در بسیاری از جانوران از جمله اسب، گاو، بز کوهی، گربه و سگ یافت می‌شود. به‌طور کلی، به عنوان مخلوطی یکنواخت از موهای سفید و رنگدانه‌ای تعریف می‌شود که جانور «خاکستری» نمی‌شود یا با بالا رفتن سن محو نمی‌شوند. شرایط ژنتیکی مختلفی وجود دارد که در گونه‌های مختلف رنگ‌هایی را ایجاد می‌کند که به عنوان «سپیدپوش» توصیف می‌شود.

## نگارخانه

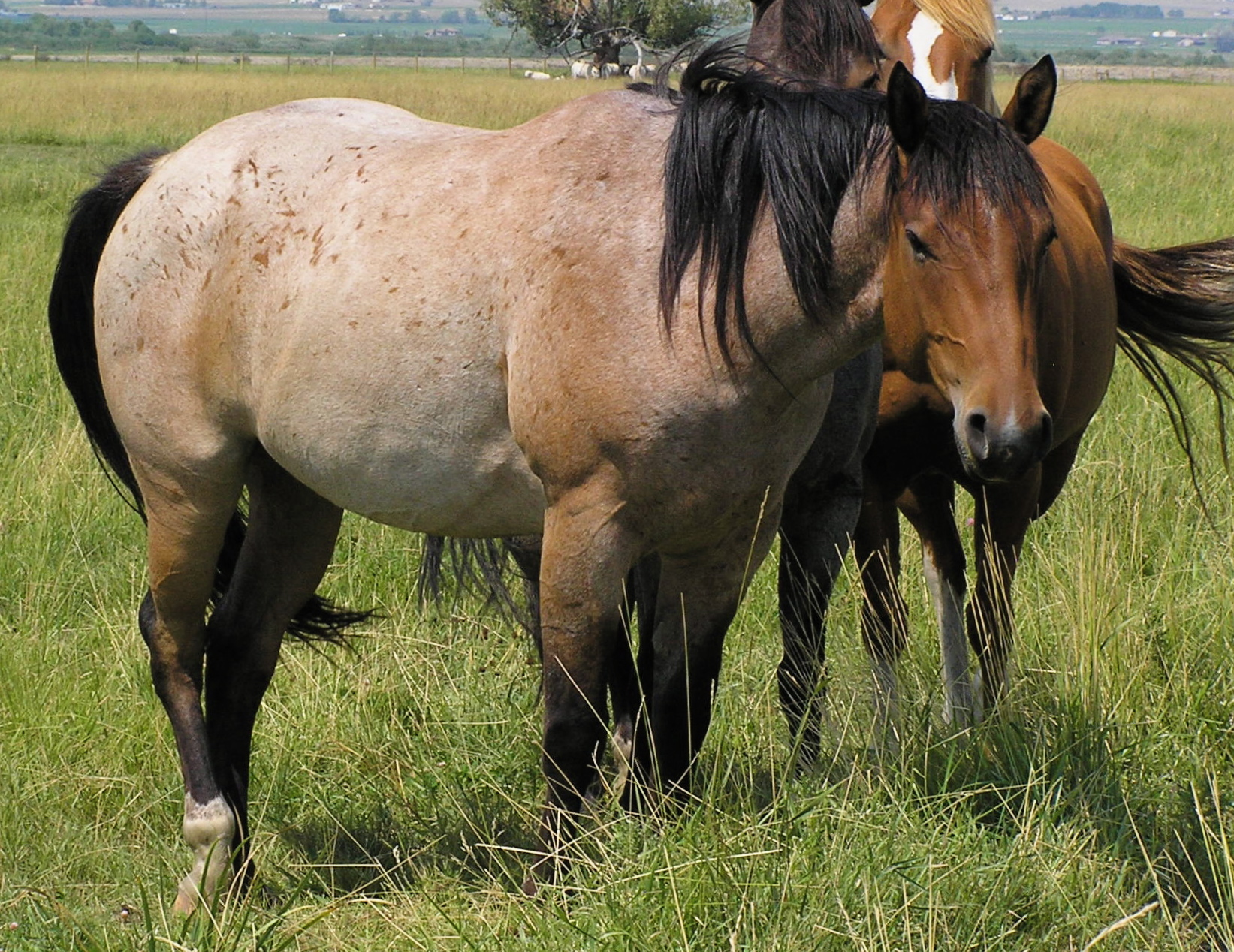
اسب بلوطی سپیدمو
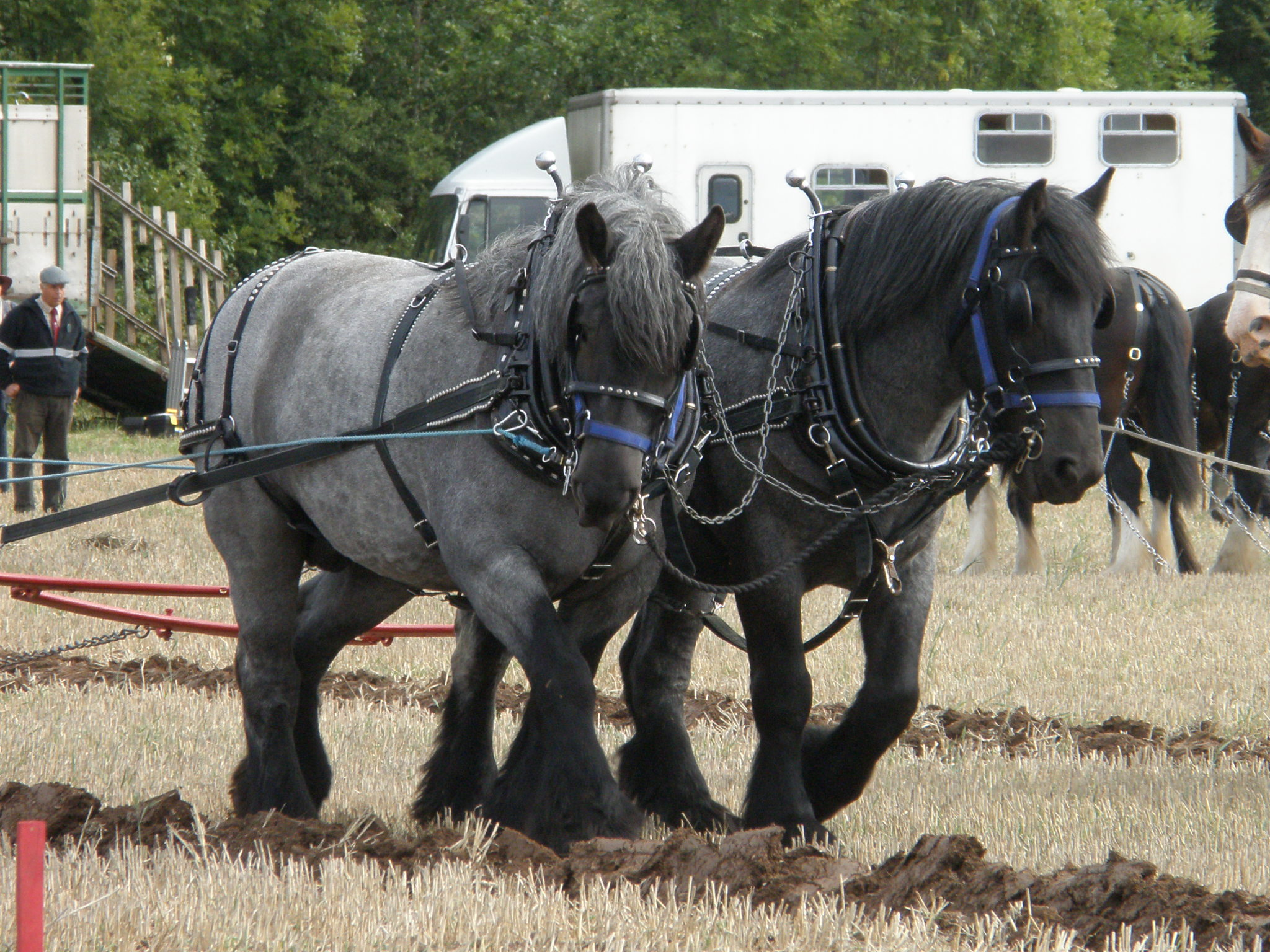
دو اسب آبی با موهای سپید آمیخته در رنگ پایه‌ای سیاه
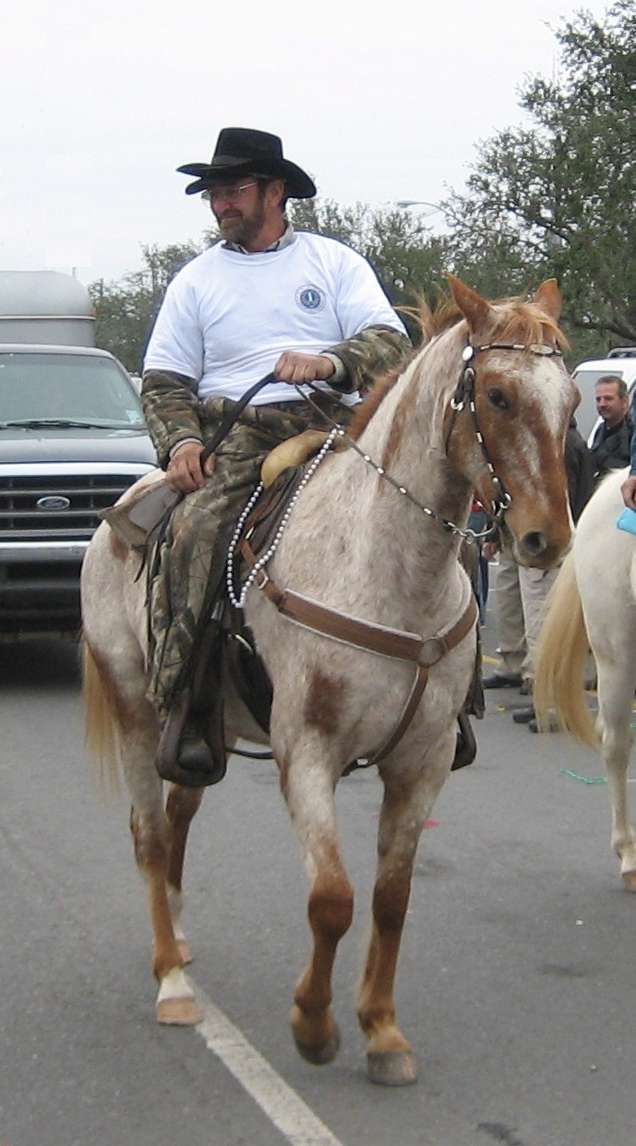
یک اسب سپیدموی آپالوسا، که صلیب سفید، پوست خالدار و نواحی استخوانی تیره‌تر مانند استخوان‌های گونه را نشان می‌دهد.
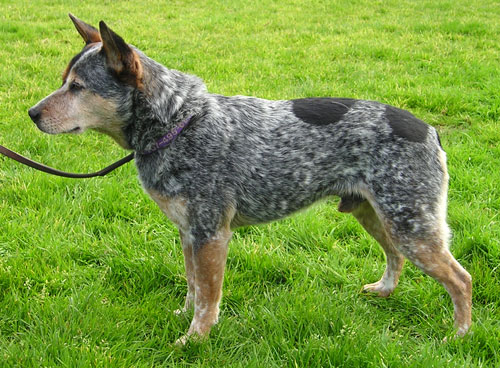
سگ گله استرالیایی
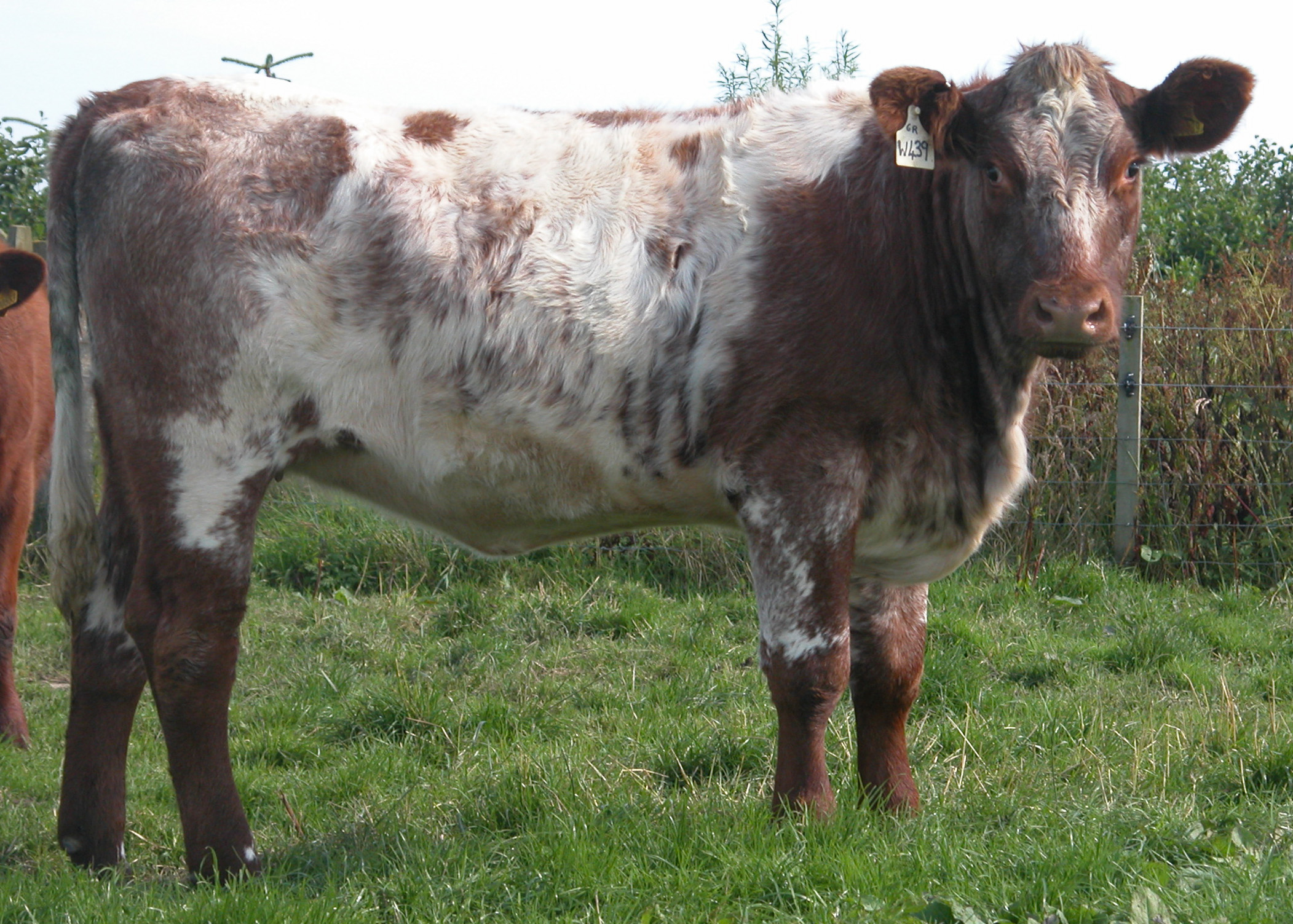
یک تلیسه شاخ‌کوتاه و سرخ‌رنگ با سپیدمویی